# Timersol
Timersol (en rus: Тымерсоль) és un poble de l'óblast de l'Amur, a Rússia, que el 2018 tenia 5 habitants, pertany al districte de Magdagatxi.